# 大漁豊漁ぼやき船
『大漁豊漁ぼやき船』（たいりょうほうりょうぼやきぶね）は、札幌テレビアナウンサー・木村洋二（「弟子木村」名義）のシングル。

## 概要
- 札幌テレビ放送「1×8いこうよ!」の番組内企画『YOYO'sの演歌の花道』で企画・製作された水産業応援ソング。
- PVも制作されており、1×8いこうよDVD第4巻「YOYO'Sの演歌の花道の巻」の特典映像の一部として収録。宇崎竜童もコーラスで出演している。
- 2009年9月20日、STVホールにて北海道内の水産業関係者7組による本曲を課題とした「大漁豊漁ぼやき船歌合戦」を開催。特別審査員に宇崎竜童、ゲストに鳥羽一郎が出演。歌合戦の模様は2009年10月18日・25日・11月1日の1×8いこうよで放送。

## 収録曲
（全作詞：船泉洋三（大泉洋）、作曲：宇崎竜童、編曲：前田俊明）
1. 大漁豊漁ぼやき船 / 弟子木村（木村洋二）
2. 大漁豊漁ぼやき船（カラオケ）
3. 大漁豊漁ぼやき船（船泉洋三歌唱バージョン） / 船泉洋三（大泉洋）

## エピソード
- 日本テレビ系「火曜サプライズ」（2009年12月8日放送）で、同番組MCのウエンツ瑛士・山瀬まみが北海道を訪れた際、木村アナが『演歌の花道』で着ていた着流し姿で登場。木村アナを紹介するVTRの中で、初めて本曲が全国に放送された。またウエンツと以前映画で共演した大泉もVTRで出演している。